# Jardins Lowe
Les jardins Lowe, se trouvent au 45 de la via Vittorio Veneto à Bordighera

## Historique

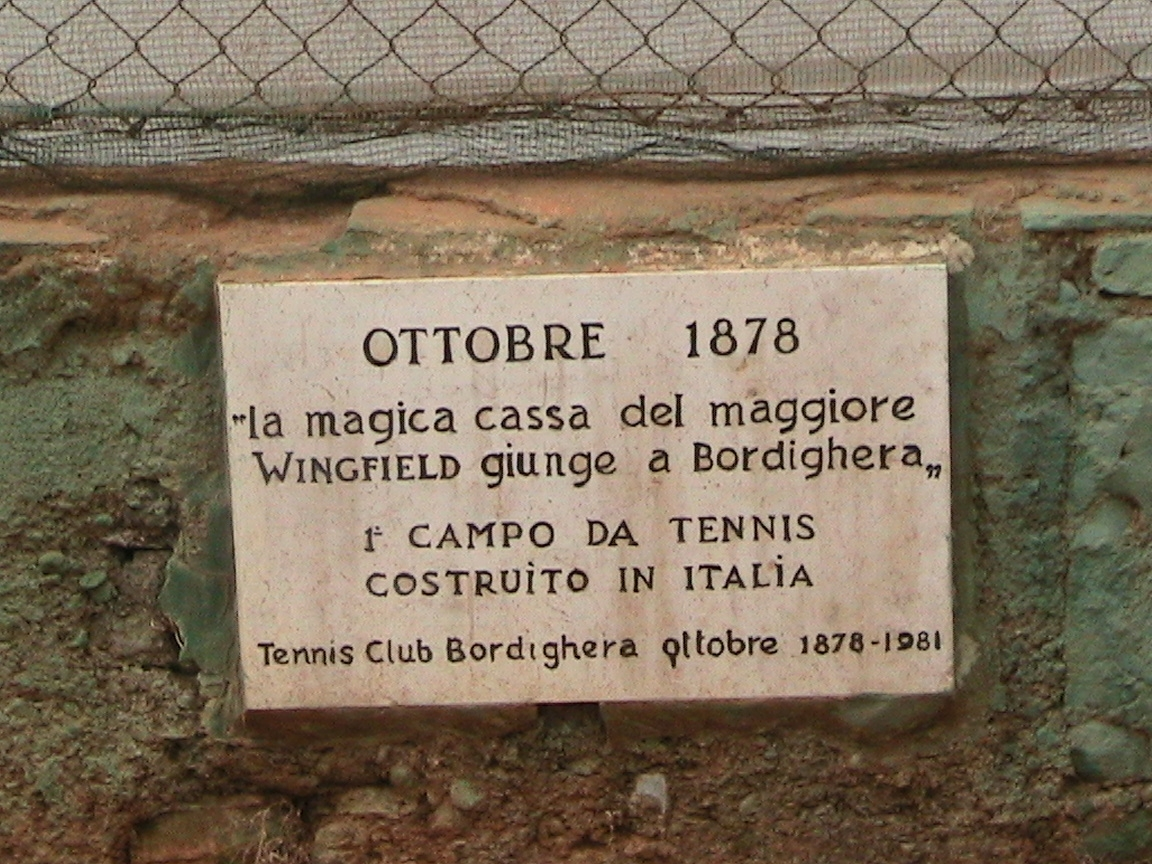
Plaque signalant le premier court de tennis d'Itale à Bordighera.

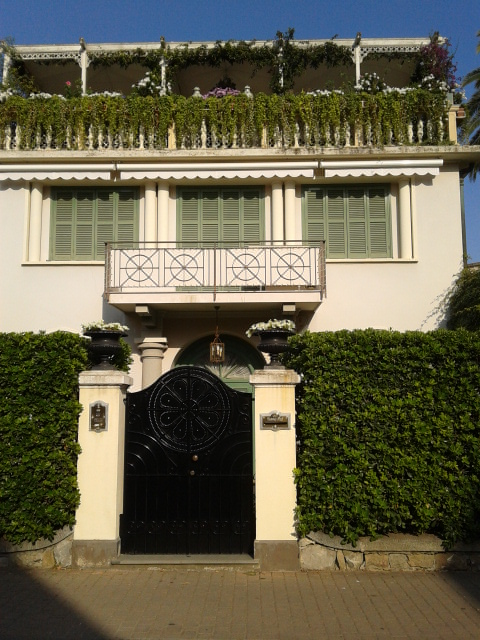
Vue extérieure du Victoria Hall

Les jardins Lowe, qui se trouvent au 45 de la via Vittorio Veneto à Bordighera, sont un des nombreux dons des Anglais à la ville. Le 26 avril 1902 Charles Henry Lowe donna ces jardins « … pour promouvoir le repos des personnes en âge avancé et en mauvaise santé ». Dans le jardin il y a des oliviers très anciens et d’une grande beauté. 
Le jardin est composé de plus de soixante d'oliviers centenaires, d'anciens Pinus pinea, d'une Grevillea robusta en plus de nombreux palmiers dont la Butia capitata. 
Les donations étaient une habitude pour Charles Henry Lowe. Marchand d’une grande habileté il réussit à amasser une fortune suffisante pour se permettre d’arrêter ses activités en 1876, à seulement 48 ans. De santé fragile, il décide d’éviter les rudes hivers anglais en partant pour la Riviera. Pendant les plus de trente hivers passés à Bordighera il va, pour montrer sa gratitude envers l’hospitalité locale, utiliser une partie de sa richesse pour financer des projets philanthropiques qui améliorent la vie sociale de la ville.
Un bon exemple de cela est sa première donation à la ville : un terrain pour aménager un club de tennis. 
En 1878, un an seulement après la construction des courts de Wimbledon, il aide à fonder le Lawn Tennis Club de Bordighera, officiellement reconnu comme le plus ancien d’Italie. Une plaque commémorative rappelle l’arrivée à Bordighera de la ‘Caisse magique’ du major Walter Clopton Wingfield contenant le filet, deux raquettes et quatre balles de tennis. Charles Henry Lowe fut le premier président du Club, sous sa présidence, le club était principalement vu comme une activité récréative en attendant l’heure du thé.
Cependant, avec l’entre-deux-guerres, le tennis est pris plus au sérieux et le Bordighera Tennis Club devient l’un des plus forts de la Riviera, surpassant même le fameux club de Monaco. Au fameux club, s'ajoute aussi une fameuse fabrique de raquettes, les raquettes "Sirt" qui sont fabriquées en Via Roberto étaient très connues et se vendaient en toute Europe. Cette période de gloire se termine avec la Seconde Guerre mondiale, les membres du club meurent ou partent, le club lui-même est bombardé plusieurs fois et à la fin de la guerre le conseil local n’arrive qu’à préserver trois terrains. 
Le Lawn Tennis Club de Bordighera existe toujours et il se trouve au 15 de via Antonio Stoppani à seulement quelques mètres des jardins Lowe.